# مزيج تسويقي

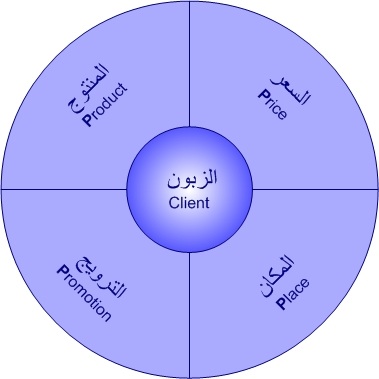
الأدوات التسويقية لسياسة ناجحة 4P's

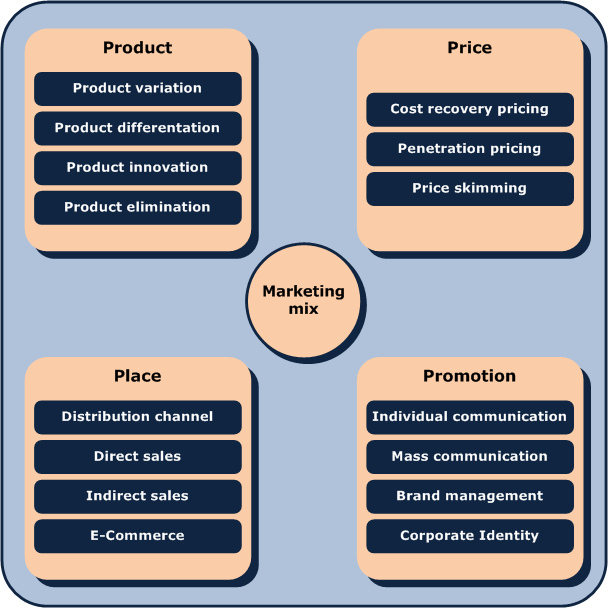
المجالات الأربع الرئيسية للمزيج التسويقي.

المزيج التسويقي (بالإنجليزية: Marketing mix) : هو تحديد واستعمال مبادئ الــ 4P's لتطبيقها على الموقع الاستراتيجي لمنتج في السوق. وضع المبدأ الأساسي للمزيج التسويقي في عام 1948 من قبل جايمس كوليتون الذي اقترح ان يتم تحديد القرارات في التسويق بناءً على وصفة. وفي العام 1953 قام نيل بوردن رئيس نقابة المسوقين الأمريكين في ذلك الوقت بإطلاق اسم Marketing Mix على هذه الوصفة. وفي العام 1960 قام جيروم ماكارثي بوضع عناصر هذه الوصفة التي تبدأ جميع كلماتها بحرف P باللغة الإنجليزية وكانت هذه العناصر أربعة في ذلك الوقت فسميت بالــ 4P's.

## الأدوات والمجالات

### المنتج
المنتج (بالإنجليزية: Product) هو أي سلعة أو خدمة تنتج على نطاق واسع من قبل شركة أو مصنع بكميات محددة. ومن الأمثلة على الخدمات نطاق الفنادق ومن الأمثلة على السلع أجهزة الحاسوب. في هذا الإطار فإن المنتج قد يكون في صورة سلعة (بالإنجليزية: Good) أو خدمة (بالإنجليزية: Service) أو فكرة (بالإنجليزية: Idea) أو أي تركيبة تجمع بينهم (بالإنجليزية: A combination of goods, services and ideas).
و يقصد بالمنتج في مفهومه الضيق كل شيء مادي، أو له خصائص مادية (بالإنجليزية: Physicalcharacteristics) يتم بيعه إلى المشتري في السوق. إلا أن المنتج في مفهومه الواسع – وفي إطار علم التسويق- هو كل شيء مادي ملموس أو غير ملموس، يتلقاه الفرد من خلال عمليات التبادل. بمعنى أن المنتج عبارة عن حزمة من خصائص ملموسة (بالإنجليزية: Tangiblecharacteristics) وغير ملموسة (بالإنجليزية: Intangible characteristics) تنطوي على فوائد أو منافع وظيفية (بالإنجليزية: Functional benefits) واجتماعية ونفسية.

### السعر
السعر (بالإنجليزية: Price) هو مقدار ما يدفعه الزبون أو المشتري لقاء المنتج. وقد يعرف السعر بأنه القيمة التي يدفعها المستهلك لبائع السلعة أو الخدمة لقاء الحصول عليها، وفي هذا المعنى يقصد بالسعر: الوحدات النقدية التي يحددها البائع ويرتضى قبولها لقاء السلعة أو الخدمة. ويتم تحديد السعر بعد دراسة عدد من المتغيرات مثل: المنافسة، سعر المواد الخام، هوية المنتج، التقدير المسبق للسعر من قبل المشتري.
و يعرف السعر أيضا بأنه تلك القيمة التي تم تحديدها من قبل البائع ثمناً لسلعته أوخدمته، ويعرف أيضاً على أنه فن ترجمة قيمة السلعة أو الخدمة في وقت ما إلى قيمة نقدية، فعندما يدفع المستهلك ثمناً لسلعة أو لخدمة يشتريها فلن يحصل في مقابل هذا الثمن على السلعة أو الخدمة فحسب، بل سيحصل أيضاً على كل ما يقدم مع السلعة من خدمة وإصلاح وصيانة، كما سيحصل على اسم وعلامة تجارية مشهورة وسيحصل على شروط مناسبة للدفع.
ويعتبر السعر من الأمورالشائكة عند تناولها في مجال الثقافة بشكل عام، والمكتبات ومراكز المعلومات بشكل خاص، لا سيما في مجتمع مثل مجتمعنا تربى وجدانه لعقود طويلة على شعارات مثل: التعليم مثل الماء والهواء، مجانية التعليم، دعم الثقافة. ولكن مع التحول نحو ما يسمى باقتصاديات السوق وما استتبع ذلك من خصخصة لمؤسسات القطاع العام، ومنها دور السينما والمسارح والمكتبات ومراكز المعلومات، فقد طرح شعار خصخصة المؤسسات الثقافية.
فالمعروف أن تعمل المكتبات وغيرها من مرافق المعلومات لطالبيها، ولكن عديداً من الأسئلة التي تثارهنا، منها: هل تتاح المعلومات مجاناً أم بمقابل؟ خاصة بعد أن تبين أن تكاليف الحصول على مصادر المعلومات وتجهيزها واختزانها وإتاحتها أصبحت مرتفعة للغاية ومرهقة للميزانيات المقررة لمرافق المعلومات. والبعض يري أنه من حق المواطن الحصول على المعلومات مجاناً، والبعض الآخر يرى أنه لابد أن يساهم في التكاليف، وعلى كل حال فالظروف الحالية تتطلب أن يساهم الفرد ولو بقدر قليل من التكاليف.

### المكان
المكان (بالإنجليزية: Place) هو المكان الذي يتم فيه بيع المنتج كما يشمل أيضاً طرق توزيع المنتج وايصاله إلى المشتريين والكيفية التي تصل بها السلع أو الخدمات إلى العميل المرتقب في المكان والوقت المناسبين والكيفية التي تضمن إدراكها وضمان عملية التبادل من جانب المستهلك أو المشتري الصناعي ويتمشى نشاط التوزيع مع العديد من الأنشطة المركبة والتي تتمثل في أنشطة التوزيع المادي «اللوجستيه» للسلع والخدمات مثل النقل والمناولة والتخزين واختيار الإستراتيجية الملائمة للتوزيع بشكل مباشر أو عن طريق وسطاء.

### الترويج
الترويج (بالإنجليزية: Promotion) ويشمل جميع نشاطات الاتصال مع الزبائن من الاعلانات، العلاقات العامة، ترويج المبيعات، البريد المباشر، التسويق الخفي. ويتدخل الترويج في جميع ما سبق ذكره من العناصر فمثلاً يتدخل في شكل المنتج وحجمه. كما أن كافة مصروفات الترويج يجب أن تكون مشمولة في عملية تحديد السعر بالإضافة إلى ان مكان الترويج له اهمية بالغة في نجاحه.

#### ويتكون المزيج الترويجي من
- الإعلان:(Advertising) وهو رسالة غير شخصية مدفوعة القيمة من قبل شركة معروفة موجهة من خلال وسيلة إعلانية.
- البيع الشخصي:(Personal Selling) وهو مقابلة العميل وجهًا لوجه، ويتميز بالمرونة، ولكنه مكلف، وقد تكون طبيعة السلعة مبررًا لاعتماد هذا الأسلوب.
- ترويج المبيعات (Sales Promotion): والهدف منه تنشيط المبيعات بمحاولة تخفيض سعرها عن طريق شراء واحدة وإعطاء واحدة بدون مقابل... مثلاً. وينصح باستخدامه في حدود ضيقة وخلال فترة محدودة، لأنه أسلوب لا يعول عليه في بناء اسم المنتج.
- العلاقات العامة: (Public Relations) والهدف منها بناء علاقات طيبة مع البيئة المحيطة التي تشمل الجهات الحكومية، والجمهور المستهلك، والمساهمين، والإعلام وغيرها.

## المزيج التسويقي التوسعي (7P's)
لقد تم اضافه ثلاثه مجالات أخرى اضافه إلى المجالات التسويقيه التقليدية (4p's) وذلك من قبل بومز وبتنر (Booms & Mary Jo Bitner).

### الناس (People)
الاشخاص الذين يقومون بتقديم الخدمة والذين هم في الصف الامامي للتعريف بالشركة، هم مفتاح نجاح الشركة فهم على احتكاك مباشر مع العميل، ويحاولون ان يبثوا فيه نوعا من الالفة والراحة والتقبل، فالخدمة التي هي غير ملموسة تترجم امامنا على شكل صورة فنية نأخذ انطباعا عنها من خلال مقدم الخدمة.

### العملية (Process)
الاليه في تقديم الخدمة وسلوك القائمين على تقديمها هي عوامل تأثير مهمة على درجة رضا العميل، فأمور كوقت الانتظار ونوع ودقة المعلومات التي تعطى للعميل، وأقصى درجات المساعدة التي يقدمها الموظفون للعملاء، كل ذلك عوامل مساعدة على جعل العميل سعيدا ويشعر بالرضا.

### البيئة الطبيعية (Physical Evidence)
هي تلك الادوات التي تسهل من تقديم الخدمة وتشعر العميل بالراحة والسكينة قبل وأثناء عملية تقديم الخدمة، كوجود مقاعد مريحة، ووجود اضاءة مناسبة وتكييف مناسب، مياه باردة، وأصبح للأدوات التي تعتمد على الخدمة الذاتية اهمية متنامية. وكلما اهتمت الشركة بالتفاصيل الدقيقة كلما زاد الانطباع الإيجابي عنها لدى العملاء كالاهتمام بلون طلاءالجدران، والوان المقاعد، ونوع الموسيقى.

## العناصر الأربعة للبوصلة طراز７Cs
التسويق التعاوني (التسويق التعاوني) عبارة عن أسلوب تسويق تتعاون فيه اثنين من الشركات مع قنوات توزيع منفصلة، وتشمل في بعض الأحيان تقاسم الربح. وكثيرًا ما يتم الخلط بين التسويق التعاوني والترويج التعاوني.
يصف التسويق التبادلي الأسلوب الذي يتبادل فيه اثنتان من الشركات أو الكيانات الفردية قنوات التسويق لتحقيق منفعة متبادلة. لا يتم إنشاء أي منتج جديد أو خدمة أو علامة تجارية هنا.
أمثلة:
- تبادل العلامات أو الروابط
- «علامة إنتل» على أجهزة الكمبيوتر

يصف التسويق التعاوني الأسلوب التي تُنشئ فيه اثنتان من الشركات منتجًا جديدًا أو خدمة أو علامة تجارية جديدة بصورة مشتركة ويطورونها سويًا (وعادة ما يروجون لذلك مشتركين).
أصبح التسويق التعاوني في الآونة الأخيرة من الموضوعات البارزة جدًا في صناعة الترفيه. وعادة ما يؤدي هذا إلى إنشاء شراكات بين العلامات التجارية وشركات الترفيه مثل العروض التليفزيونية والأفلام والأعمال الموسيقية.
أمثلة:
وضع كل من *أبل ونايكي معًا خدمة جديدة للـعدائين
شراكة *أوميغا وجيمس بوند للترويج للأفلام وساعات الشركة
- وهناك شركات متخصصة في التسويق التعاوني للترفيه مثل إس إم سي جروب، وقد تفاوضت على عدد من الصفقات بما في ذلك «ألكسندرا بورك» و«شور ديودرانت» و«شاغي» و«لوجيتك ألتيميت إيرز»

## التسويق (التكاملي) التعاوني
التسويق التعاوني: التسويق (التكاملي) التعاوني هو أسلوب تسويقي يتعايش فيه كل من الشركة والمستهلك أو الدولة والدولة أو البشر والطبيعة. طراز البوصلة ７Cs عبارة عن إطار عمل خاص بالتسويق التعاوني: التسويق (التكاملي) التعاوني.
- سي وان مؤسسة تجارية  - أصل الأربعة سي هي المؤسسة التجارية، بينما أصل الأربعة بي هو العملاء المستهدفين في عمليات الهجوم أو الدفاع. C-O-S (منظمة ومنافس وصاحب الشأن) داخل المؤسسة التجارية. وعلى الشركة التفكير في الامتثال والمساءلة على أنهما من الأمور المهمة.

العناصر الأربعة للبوصلة طراز７Cs كالتالي:
- - المنهج الرسمي في هذا هو أن التركيز في مزيج تسويقي على العميل معروف باسم الأربعة سي (السلعة والتكلفة والقناة والاتصال) في البوصلة طراز ７Cs. ويوفر طراز الأربعة سي الإصدار المركزي للـالطلب/العميل البديل لطراز الأربعة بي المعروف الخاص بالعرض (المنتج والسعر والمكان والترويج) لإدارة العملية التسويقية.
    - المنتج → السلعة
    - السعر	→ التكلفة
    - المكان	→ القناة
    - الترويج → الاتصال
- السي الثانية السلعة - (المعنى الأصلي للكلمة اللاتينية: سلعة = متوافق): المنتج من أجل العملاء والمواطنين. لا يوجد منتج في الخارج.
- السي الثالثة التكلفة - (ترجع في الأصل إلى الكلمة اللاتينية: التكلفة = التضحيات): تكلفة الإنتاج وتكلفة البيع وتكلفة الشراء والتكفة الاجتماعية.
- السي الرابعة القناة - (المعنى الأصلي قناة): تدفق السلع: قنوات التسويق.
- السي الخامسةالاتصال - (المعنى الأصلي في اللغة اللاتينية: الاتصال=تقاسم المعنى): الاتصال التسويقي: لا يقوم بالترويج للسلع.

بوصلة المستهلكين والظروف (البيئة) كالتالي:
- السي السادسةالمستهلك - (إبرة البوصلة نحو المستهلك)

ويمكن تفسير العوامل المرتبطة بالمستهلكين عن طريق الحرف الأول الاتجاهات الأربعة الخاصة بنموذج البوصلة:
- - N = الاحتياجات
  - W = الرغبات
  - S = الأمن
  - E = التعليم:(تعليم المستهلك)
- السي السابعة الظروف - (إبرة البوصلة نحو الظروف)

إضافة إلى المستهلك، هناك عوامل بيئية مختلفة خارجية لا يمكن السيطرة عليها تحيط بالشركات. ويمكن تفسيرها عن طريق الحرف الأول الاتجاهات الأربعة الخاصة بنموذج البوصلة:
- - N = وطني ودولي
  - W = الطقس
  - S = الأمور الاجتماعية والثقافية
  - E = اقتصادية